# Willem Holleeder
Willem Frederik Holleeder (Amsterdam, 29 mei 1958) is een Nederlands crimineel. Hij kreeg in 1983 bekendheid als een van de ontvoerders van biermagnaat Freddy Heineken en diens chauffeur Ab Doderer. Na het uitzitten van zijn gevangenisstraf in 1992, werkte hij zich op tot de top van de Amsterdamse misdaadwereld. 
Eind december 2007 werd hij tot negen jaar gevangenisstraf veroordeeld wegens afpersing van vastgoedhandelaren. Op 3 juli 2009 werd hij in hoger beroep opnieuw tot negen jaar cel veroordeeld. Op 27 januari 2012 werd Holleeder na het uitzitten van twee derde van zijn straf op vrije voeten gesteld door Justitie. Hij had afgezien van proefverlof en dat werd gecompenseerd met een iets eerdere vrijlating. 
Holleeder bleef echter nog wel verdachte in een aantal zaken, die verder onderzocht werden door het Openbaar Ministerie (OM). In april 2013 werd hij opnieuw gearresteerd, ditmaal wegens bedreiging van Peter R. de Vries, maar korte tijd later weer op vrije voeten gesteld. De rechtszaak die in 2019 het nieuws domineerde was de strafzaak tegen Holleeder. Op 4 juli 2019 werd hij door de rechtbank Amsterdam veroordeeld tot een levenslange gevangenisstraf. De rechtbank achtte bewezen dat Holleeder tussen 2002 en 2006 opdracht heeft gegeven tot zes liquidaties, waarbij zes doden vielen. Holleeder werd in hoger beroep opnieuw veroordeeld tot levenslang.

## Jeugd
Holleeder groeide op in de Jordaan en volgde de mavo. Zijn vader, Wim Holleeder (1927-1990), was in de jaren vijftig profwielrenner en werkte jarenlang bij de firma Heineken, onder meer als privéchauffeur van Freddy Heineken, daarna opgevolgd door Ab Doderer. Hij werd ontslagen en werd alcoholist. Ook oom Gerrit Holleeder was profwielrenner.

## Start van criminele loopbaan (1970-1982)
De kompanen Jan Boellaard, Frans Meijer en Cor van Hout vormden al in de jaren zeventig een misdaadbende die ze op een gegeven moment onderling Epancratius zijn gaan noemen. In de Amsterdamse Kinkerbuurt waren de tieners betrokken bij knokploegen die in opdracht van huiseigenaren en projectontwikkelaars krakers te lijf gingen. Volgens oud-commissaris van politie in Amsterdam Joop van Riessen was de bende in 1976 verantwoordelijk voor een spectaculaire gewapende overval op het Gemeentegirokantoor aan het Singel, waarbij onder meer gebruik werd gemaakt van een speedboot.
Het drietal richtte het aannemersbedrijf Epan B.V. op, waarmee ze handel in een aantal horecagelegenheden dreven. Willem Holleeder kwam bij Epan in dienst als chauffeur na zijn dienstplicht te hebben vervuld. Het bedrijf ging uiteindelijk door wanbeheer failliet. Holleeder werd een gelijkwaardig lid van de bende. Bij het incasseren van schulden trad hij op als de bad guy en Van Hout als de good guy die de zogenaamd onberekenbare Holleeder in de hand probeerde te houden.
Na het faillissement van Epan belandden ze in de wereld van koppelbazen, waarbij in de bouw op illegale wijze arbeidskrachten worden geleverd. Later stortten ze zich op de huizenhandel.

## Ontvoering van Freddy Heineken (1983-1987)

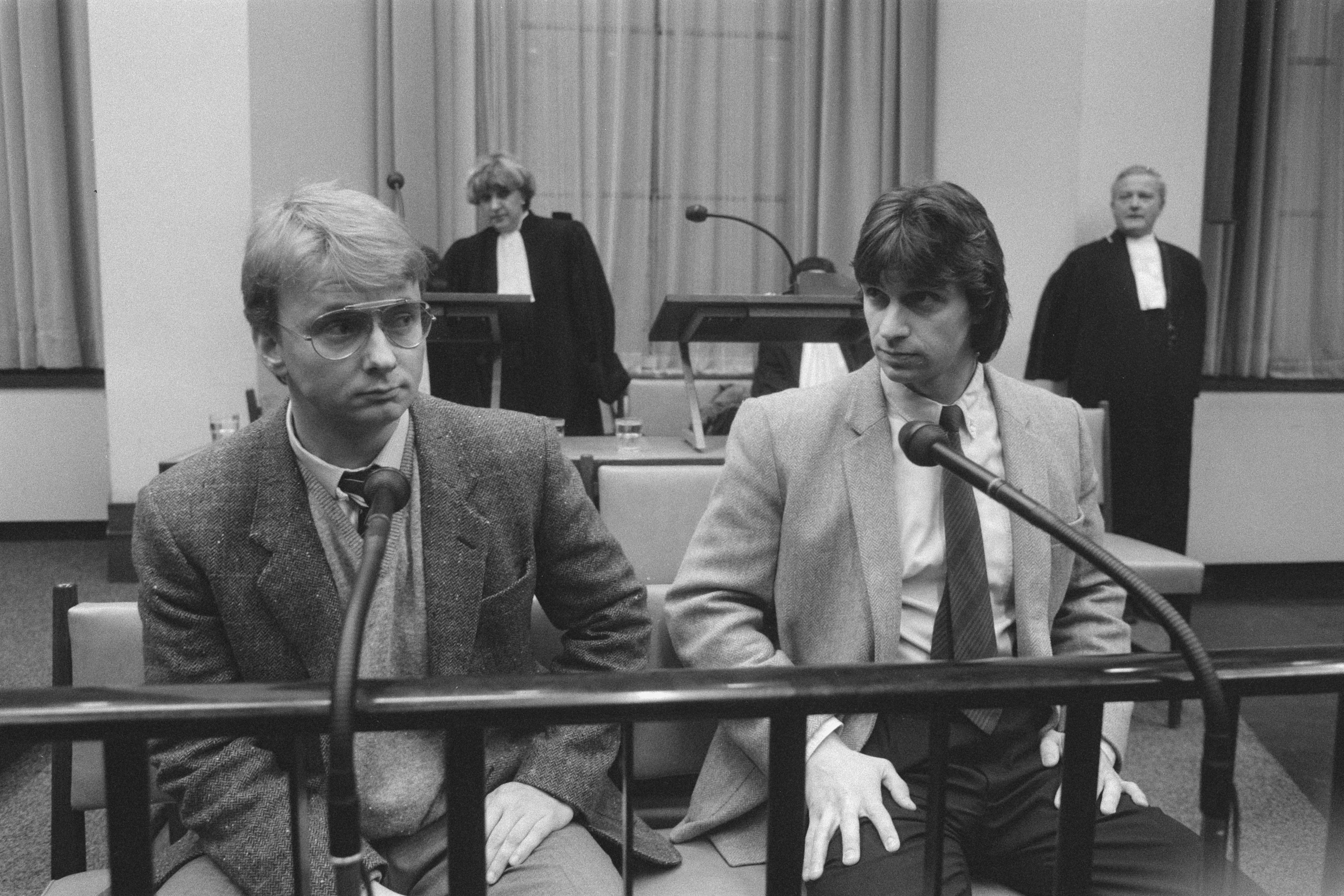
Cor van Hout en Willem Holleeder (rechts) in 1987

Toen de zaken bergafwaarts gingen, besloot Epancratius het grootser aan te pakken: ze planden de ontvoering van de biermagnaat Freddy Heineken en diens chauffeur, Ab Doderer. Hun jonge hulpje Martin Erkamps werd in de loop van de planning op de hoogte gebracht, en daarmee juniorlid van Epancratius, in de zin dat hij geen stemrecht had bij de te nemen besluiten, en drie miljoen gulden zou krijgen, een kleiner deel van de verwachte buit dan de anderen. De ontvoering vond plaats op 9 november 1983. 
Ze maakten samen 35 miljoen gulden losgeld buit. Twintig miljoen, die begraven was in het Zeisterbos, werd echter door de politie teruggevonden. Van de resterende 15 miljoen kreeg ieder drie miljoen (Erkamp kreeg dus toch evenveel als de anderen). Van de drie miljoen van Holleeder is maar een klein deel teruggevonden.
Holleeder week met mededader Cor van Hout uit naar Frankrijk, waar ze in 1984 werden gearresteerd (zie verblijf van Van Hout en Holleeder in Frankrijk). Terug in Nederland werd Holleeder in 1987 voor de ontvoeringen tot elf jaar celstraf veroordeeld.

## Vrijlating (1992-1996)
Na zijn vrijlating in 1992 begaf Holleeder zich net als Van Hout naar verluidt weer in het criminele circuit. Hij zou zich bezig hebben gehouden met grootschalige drugshandel en afpersingspraktijken, maar Justitie kon hiervoor geen bewijs op tafel krijgen. Met Van Hout en vastgoedhandelaar Rob Grifhorst kocht Holleeder in 1994 de erotische nachtclub Casa Rosso op de Amsterdamse Wallen. Ook investeerde het drietal in Alkmaarse prostitutiepanden op de Achterdam. In 1996 raakten Holleeder en Van Hout gebrouilleerd. Holleeder ging in zee met zijn jeugdvrienden John Mieremet en Sam Klepper, die kort daarvoor Van Hout en Holleeder hadden proberen af te persen en vermoedelijk verantwoordelijk waren voor een mislukte aanslag op Van Hout, in maart van datzelfde jaar. In dezelfde periode werd ook Grifhorst aan de kant gezet en ging Holleeder in zee met financieel adviseur en vastgoedhandelaar Willem Endstra.

### Afpersingen
Eind 2002 kwam Holleeder in het nieuws toen het maandblad Quote in het decembernummer een foto afdrukte van Holleeder in gezelschap van Endstra. Deze foto was in september van dat jaar heimelijk genomen. Endstra, die werd beschouwd als de 'bankier' van de Nederlandse onderwereld, had eerder verklaard Holleeder nauwelijks te kennen. Volgens John Mieremet echter was Holleeder de sterke arm van Endstra.
Holleeder zou vanaf deze periode Endstra hebben afgeperst. Zo zou de vastgoedhandelaar meermalen in het Amsterdamse Bos zijn mishandeld om hem tot betalen te dwingen. Begin augustus 2005 werd bekend dat het OM in Amsterdam in juli huiszoeking had verricht in de woning van Holleeder te Wassenaar in het kader van het onderzoek naar de moord op Endstra. Ook in de woning van Holleeders vriendin, Maike Dijkhuis (dochter van vastgoedhandelaar Chris Dijkhuis), en in die van een van zijn financiële adviseurs werden huiszoekingen verricht.
Op 2 juli 2003 werd Holleeder gearresteerd op verdenking van verboden wapenbezit. Drie dagen later werd hij opnieuw aangehouden en werd zijn auto in beslag genomen. Deze zou een geheime bergruimte bevatten waarin een wapen zou zijn aangetroffen. De auto kreeg hij niet terug. In mei 2004 werd zijn rijbewijs ingenomen wegens een snelheidsovertreding. Holleeder vertelde tijdens de rechtszaak dat zijn leven in gevaar was, en dat hij 'wegens de doodsbedreiging geen chauffeur kon vinden'. De rechter stelde Holleeder op 5 juli van datzelfde jaar in het gelijk en gaf hem zijn rijbewijs terug.
Op 20 september 2004 werden twee leden van Hells Angels Holland geroyeerd, onder wie voorzitter Willem van Boxtel. Van Boxtel en Willem Pijpker zouden in opdracht van vastgoedhandelaar Willem Endstra een complot beraamd hebben om Holleeder te vermoorden. Ze weigerden die opdracht uiteindelijk, maar moesten later – onder druk van Holleeder – de motorclub verlaten. Holleeder werd, samen met Angels-vicepresident Harry Stoeltie, ook wel de ware leider van de Hells Angels genoemd.
Begin 2005 werd Holleeder genoemd als de man die voor twee miljoen euro een zakelijk geschil tussen Erik de Vlieger en een groep Israëlische vastgoedhandelaren had geregeld. Hij zou ook – samen met De Vlieger en Endstra – betrokken zijn geweest bij bedreiging en afpersing van een café-uitbater.

## Arrestatie en veroordeling voor afpersing (2006-2012)
In de nacht van 29 op 30 januari 2006 werd Holleeder op verdenking van afpersing en mishandeling van onroerendgoedhandelaren aangehouden. Een van de slachtoffers zou de in 2004 geliquideerde Endstra zijn geweest. Naast Holleeder hield de nationale recherche nog dertien andere verdachten aan. De arrestaties werden in Amsterdam, Haarlem, Voorburg en Zandvoort verricht. Het onderzoek richt zich op een netwerk van Nederlandse en Joegoslavische verdachten. Bij deze acties werden computers en enkele tassen in beslag genomen. De nationale recherche voerde het onderzoek uit in samenwerking met de recherche in Amsterdam en de FIOD-ECD. Ook de reeks liquidaties in het criminele circuit in Amsterdam in de afgelopen jaren was onderdeel van dat onderzoek, maar het OM benadrukte dat de aanhoudingen daar geen direct verband mee hielden.
Op 21 maart 2006 meldde het Amsterdamse dagblad Het Parool dat Willem Endstra uitgebreid zou hebben gesproken met de CID van de Amsterdamse recherche. De krant had de hand gelegd op een 254 pagina's tellend dossier van uitgewerkte bandopnamen. Endstra zou in de 15 gesprekken van 20 maart 2003 tot en met 28 januari 2004 onder meer hebben verklaard dat Holleeder verantwoordelijk was voor 25 liquidaties, onder andere die op Cor van Hout en verder ook nog Sam Klepper, Jan Femer, George Plieger, Magdi Barsoun, Jules Jie en Gijs van Dam jr. Hij zou Endstra vaak van tevoren hebben verteld dat er weer een liquidatie ging plaatsvinden. Laatstgenoemde zou zo in 2002 John Mieremet voor een op handen zijnde liquidatie hebben proberen te waarschuwen.
Holleeder zou volgens Endstra ook plannen hebben gehad om zijn eigen zuster Sonja (die getrouwd was met Van Hout) en haar kinderen te laten ombrengen, om te voorkomen dat zij wraak zouden nemen op hem voor de moord op Van Hout. Om eventuele verdenking van zich af te schuiven had Holleeder destijds 250 duizend euro voor de met pracht en praal omgeven begrafenis van Van Hout betaald. Vervolgens pikte hij via Sonja een serie winstgevende prostitutiepanden van Van Hout in Alkmaar in.
Holleeder zou Endstra voor vele tientallen miljoenen euro's hebben afgeperst. De rechercheurs hadden Endstra herhaaldelijk gevraagd aangifte te doen, maar dat heeft hij steeds geweigerd, bang dat Holleeder voor een kleinigheidje zou worden vastgezet en na zijn vrijlating wraak zou nemen op hem. Endstra maakte notities over zijn gesprekken met de rechercheurs bij de CIE. Die verdwenen in november 2003 uit zijn woning in IJmuiden bij een inbraak, en vervolgens maakte Holleeder duidelijk op de hoogte te zijn van de inhoud van deze aantekeningen.
Naast Endstra zou Holleeder ook nog de vastgoedhandelaren Erik de Vlieger en John Wijsmuller hebben afgeperst. De afpersingen zouden volgens een vast patroon zijn verlopen: Holleeder liet doorschemeren dat de betreffende handelaar gevaar liep, maar dat hij tegen een flinke betaling de zaak wel kon regelen. Vervolgens werd de persoon in kwestie afgeperst. In het geval van De Vlieger zou het om zes miljoen euro zijn gegaan.
Holleeder ging van 30 oktober tot 10 november 2006 in hongerstaking, om zo te protesteren tegen het in zijn ogen te strenge regime in de EBI in Vught. Zo was hij van zijn advocaat, Bram Moszkowicz, gescheiden door een glazen wand tijdens hun besprekingen over de verdediging. Sinds 10 november mocht hij zonder glazen wand met zijn advocaat spreken.
Moszkowicz maakte op 19 februari 2007 bekend dat hij Holleeder niet langer zou verdedigen. Holleeder sprak jaren later in een interview hierover zijn teleurstelling uit. Jan-Hein Kuijpers werd de nieuwe advocaat van Holleeder, met assistentie van Chrisje Zuur.
Op 5 november 2007 werd Holleeder opnieuw met spoed opgenomen in het LUMC, nadat hij weer onwel geworden was, en verbleef een dag later in het gevangenisziekenhuis in Scheveningen. Op 12 november 2007 eiste het OM 12 jaar cel tegen hem.
Op 21 december 2007 veroordeelde de rechtbank hem tot een gevangenisstraf van negen jaar, met aftrek van het voorarrest, maar daartegen tekende hij beroep aan. Op 3 juli 2009 deed het Hof van Amsterdam uitspraak in het hoger beroep. Holleeder werd opnieuw tot negen jaar gevangenisstraf veroordeeld. Het gerechtshof vond hem schuldig aan afpersing van de twee uiteindelijk doodgeschoten zakenlieden Willem Endstra en Kees Houtman. Ook de afpersing van vastgoedhandelaar Rolf Friedlander en de deelname van Holleeder aan een criminele organisatie achtte het Hof bewezen. Holleeder ging tegen het arrest in cassatie, maar de Hoge Raad verwierp dit beroep op 12 oktober 2010. Hiermee werd zijn veroordeling definitief. Op 27 januari 2012, na het uitzitten van 2/3 van zijn straftijd, kwam hij vrij.

### Populariteit in de media
Van september 2012 tot 7 maart 2013 schreef Holleeder een wekelijkse column voor de Nieuwe Revu. In september 2012 was Holleeder te gast in de radioshow van Ruud de Wild op Radio 538. Rapper Lange Frans wijdde in deze zelfde periode een nummer aan hem, getiteld Willem is terug, dat hij samen met Holleeder opnam. Op 3 oktober 2012 werd bekend dat Holleeder ook te gast zou zijn bij College Tour. Hierover ontstond de nodige commotie. Zijn plotselinge populariteit in de media leverde Holleeder de ietwat gekscherende bijnaam knuffelcrimineel op, dat tevens als een nieuw woord in het Nederlands beschouwd werd.

## Terzijde: Passageproces (2007-2010)
Op 2 april 2007 begon een strafzaak over een aantal liquidaties. Deze vond plaats in de extra beveiligde rechtbank De Bunker in Amsterdam Nieuw-West. Dit proces werd in de media wel het Proces van de eeuw genoemd. Holleeder werd in deze zogeheten Passagezaak niet als verdachte aangemerkt. Op de achtergrond speelt hij wel een grote rol en hij is tevens getuige tegen Dino Soerel en andere verdachten.
In de nacht voor het proces werd er een aanslag gepleegd op deze rechtbank: rond 3.00 uur. De rechtszaak ging ondanks die explosies gewoon dezelfde dag door met enige uren vertraging, maar werd verplaatst naar het gebouw van de rechtbank Amsterdam, en het proces begon met de bezwaren van twee vrouwelijke verdachten tegen de dagvaarding: Holleeders ex-vriendin Maike Dijkhuis en Orminda Soerel (de zus van de in 2010 gearresteerde Dino Soerel, een vermeend handlanger van Holleeder). De twee vrouwen worden verdacht van witwassen en deelname aan een criminele organisatie. De bezwaren van deze twee vrouwelijke verdachten werden diezelfde dag nog door de rechtbank afgewezen, waarna ze ook in het proces tegen Holleeder betrokken werden. Naar aanleiding van informatie uit het proces tegen Holleeder werd er 3 april 2007 een verdachte gearresteerd in verband met de liquidatie van Kees Houtman.
Het proces werd een dag na de aanslag op de extra beveiligde rechtbank in Amsterdam alweer voortgezet in De Bunker. Holleeders toenmalig advocaat, Mr. Kuijpers, gaf op de zitting van 5 april aan dat zijn cliënt tekenen van uitputting vertoonde en dat zijn behandeling grensde aan marteling. Men liet op die dag ook fragmenten horen van de Endstra-tapes. Het was iedere aanwezige verboden dit naar buiten te brengen en commercieel te gebruiken. Diezelfde dag wees de rechter het verzoek om anonieme getuigen te horen af. Verder werd Holleeder die dag onwel in de rechtszaal, waarna het proces wel werd voortgezet.
Op 9 april, tweede paasdag, werd Holleeder opgenomen in het LUMC. Hij lag op de intensive care en moest met spoed geopereerd worden: hij had lekkende hartkleppen en een nierkwaal. Op 10 april besloot de rechtbank het proces voor onbepaalde tijd uit te stellen in verband met de verslechterde gezondheidstoestand van Holleeder. Op 12 april werd hij aan zijn hart geopereerd. Daarna onderging hij zijn revalidatie in het gevangenisziekenhuis van Scheveningen. Uiteindelijk besloot de rechtbank op 7 mei dat het proces tegen Holleeder werd uitgesteld tot september 2007.
De rechtszaak ging, met in totaal ruim twee maanden vertraging, op 9 juli van start met een pro-formazitting. Tijdens de zitting in Haarlem liet advocaat Kuijpers weten dat het herstel van Holleeder voorspoedig verliep. Hij was bij de inhoudelijke behandeling vanaf 10 september weer aanwezig. Een helikopter hield het transport van Holleeder naar de bunker vanuit de lucht in de gaten. Tijdens het proces droeg Holleeder een 'wit zendertje' waarmee zijn lichamelijke conditie constant in de gaten gehouden werd.
Op 9 oktober werd het lichaam van de kroongetuige in het proces, oud-advocaat Bram Zeegers, dood aangetroffen in zijn woning in Amsterdam. Zeegers, die bevriend was met Willem Endstra, zou "onder verdachte omstandigheden" zijn omgekomen. Later bleek het om een overdosis ecstasy te gaan.

## Arrestatie bedreiging van Peter R. de Vries (2014-2015)
Op 13 december 2014 werd Holleeder opnieuw gearresteerd. Hij was voorwaardelijk vrij, maar omdat hij in zijn proeftijd de bekende misdaadjournalist Peter R. de Vries met de dood had bedreigd werd hij opgepakt. Het OM meldde dat hij tevens werd verdacht van betrokkenheid bij de liquidatie van Kees Houtman en Thomas van der Bijl. Op 25 maart 2015 begon het nieuwe proces tegen hem. Zijn twee zussen en de weduwe van Sam Klepper, Sandra, bleken al in 2013 bij de politie belastende verklaringen tegen hem te hebben afgelegd. Begin juli 2015 verklaarde Astrid Holleeder tegenover het OM dat haar broer na zijn vrijlating in 2014 plannen had gehad om acht mensen te liquideren, onder wie zijn andere zus, Sonja, en ook Peter R. de Vries.
Begin september van datzelfde jaar werd de strafzaak tegen hem hervat, maar er werd gevreesd voor een overlapping met nog twee andere processen, want de drie getuigen zouden in alle drie die rechtszaken verhoord worden.
Holleeder werd voor de bedreiging veroordeeld. Omdat die tijdens zijn proeftijd was gepleegd, moest hij ook nog de laatste drie jaar straf uitzitten vanwege de afpersing van onder anderen Endstra.

## Terzijde: Passageproces (2015-2016) (vervolg)
Op 30 november en 1 december 2015 traden de zussen van Holleeder op in het Passageproces, evenals Sandra den Hartog, die getrouwd was met de vermoorde Sam Klepper. De zussen hadden meerdere gesprekken met Holleeder opgenomen en verstrekt aan misdaadverslaggever Peter R. de Vries, die de opnamen bij RTL Late Night liet horen. In het proces werden op 22 november 2016 de eisen uitgesproken, echter niet tegen Holleeder.
Op 3 april 2016 lekten via de website vlinderscrime.nl van ex-crimineel Martin Kok verklaringen uit die de zussen van Holleeder, zijn ex Sandra den Hartog en Holleeder zelf hadden afgelegd bij de politie en de rechter-commissaris. Het Openbaar Ministerie voerde op 4 april 2016 een kort geding tegen Kok waarbij het de verwijdering van de documenten van diens site vorderde. De rechter wees dit toe. Op 5 april 2016 plaatste de Utrechtse blogger Sebastiaan Beens links naar de verklaringen op zijn website. Dit omdat de informatie volgens hem "vervallen was tot het publieke domein en inmiddels makkelijk te vinden was".

## (2017-2018)
In mei 2017 werd bekendgemaakt dat het proces tegen Holleeder voor verschillende liquidaties van start zou gaan in januari 2018. Justitie had er in 2006 voor gekozen Holleeder te vervolgen voor afpersing, maar die voor de liquidaties vanwege de complexiteit uit te stellen. Er traden verdere vertragingen op omdat zijn zus Sonja zich beriep op haar verschoningsrecht, aangezien zij verdachte was bij een strafrechtelijk onderzoek naar de erfenis van haar man, Cor van Hout. Ook het vertrek van advocaat Stijn Franken als raadsman van Holleeder zorgde voor uitstel. Op 11 mei 2016 maakte deze met een persbericht bekend te zullen stoppen met de verdediging van Willem Holleeder op advies van de Deken van de Orde van Advocaten. Holleeders advocaten waren sindsdien Sander Janssen en Robert Malewicz. Datzelfde jaar nog werden Astrid Holleeder, Sonja van Hout, Sandra Klepper en nog meer getuigen verhoord.

## De Holleeder Tape (2018-2019)
Begin 2019 raakte Peter R. de Vries in opspraak omdat hij een telefoongesprek met Holleeder openbaar maakte. In het telefoongesprek, dat plaatsvond in april 2011, biechtte de crimineel diverse zaken op, waaronder naar eigen zeggen bedreigingen aan zijn adres en samenwerkingen met andere criminelen. Dit gesprek zou op verzoek van Holleeder geheim blijven en als testament gepubliceerd worden als hij om het leven zou worden gebracht (of een natuurlijk dood zou sterven, mits toestemming van zijn nabestaanden). Holleeder ging er namelijk van uit dat dit rond deze periode kon gebeuren. Het gesprek vond plaats met de "geheimhouderstelefoon" van Holleeders toenmalige advocaat, Stijn Franken, waardoor het niet afgeluisterd kon worden. De Vries had deze telefoon echter niet mogen gebruiken omdat deze alleen gebruikt mag worden tussen advocaten en hun cliënt. Zelfs na toestemming van een advocaat, waarvan hier sprake was, mocht dit officieel niet. De Vries hield het bestaan van een opname daarvan op geluidsband geheim totdat zeven jaar later, in 2018, bekend werd dat Holleeder een poging wilde doen om De Vries te laten omleggen. Hierdoor verbrak laatstgenoemde zijn geheimhoudingsplicht en bracht de tape in januari 2019 uit. Het hele gesprek (van ruim één uur) werd niet afgespeeld in het proces tegen Holleeder, maar wel uitgezonden in een twee uur durend televisieprogramma onder de naam RTL Boulevard: De Holleeder Tape.

## Veroordeling (2019)
Op 5 februari 2018 begon het proces in de zaak Vandros tegen Holleeder bij de rechtbank in Amsterdam. Daarin werd hij bijgestaan door de advocaten Sander Janssen en Robert Malewicz. Vanaf het najaar van 2019 voert Sander Janssen de verdediging samen met Desiree de Jonge. De rechtbank legde Holleeder op 4 juli 2019 een levenslange gevangenisstraf op wegens uitlokking van zes aanslagen, tussen 2002 en 2006. Bij die aanslagen werden vijf moorden, eenmaal doodslag en een poging tot moord gepleegd en werd aan één slachtoffer zwaar lichamelijk letsel toegebracht. De rechtbank achtte bewezen dat Holleeder met anderen een criminele organisatie vormde die de aanslagen liet plegen. Het ging volgens de rechtbank om koelbloedige liquidaties, gepleegd op bestelling, in georganiseerd verband en tegen betaling van hoge geldbedragen. De rechtbank oordeelde dat de verklaringen van de getuigen, waaronder de zussen en de ex-vriendin van Holleeder, betrouwbaar waren, evenals de verklaringen van de twee kroongetuigen, de anonieme getuige en die van het latere slachtoffer Endstra. Samen hebben deze verklaringen een belangrijke bijdrage geleverd aan het bewijs dat Holleeder de hem ten laste gelegde feiten inderdaad gepleegd zou hebben. De rechtbank kwam tot de conclusie dat er een groot gevaar voor herhaling van gewelddadige strafbare feiten van Holleeder uitging en dat een levenslange gevangenisstraf daarom passend was.
Holleeder gaf volgens het vonnis de opdrachten tot vijf liquidaties en een moordpoging, met zes doden tot gevolg. Het betrof de poging tot liquidatie van rivaal John Mieremet op 26 februari 2002 op de Keizersgracht, de liquidatie van mede-Heinekenontvoerder Cor van Hout en zijn kennis Robert ter Haak op 24 januari 2003 in de Dorpsstraat van Amstelveen, de liquidatie van de door Holleeder c.s. afgeperste vastgoedmagnaat Willem Endstra op 17 mei 2004 voor diens kantoor aan de Apollolaan in Amsterdam, de uiteindelijke liquidatie van John Mieremet op 2 november 2005 in Pattaya in Thailand, de liquidatie van de handelaar in hasj en vastgoed, Kees Houtman op diezelfde dag op de Johan Braakensiekhof in Amsterdam en de liquidatie van de criminele kroegbaas Thomas van der Bijl op 20 april 2006 in diens café De Hallen aan de Willem de Zwijgerlaan in Amsterdam.
Holleeders advocaten gaven op de dag van de uitspraak te kennen in hoger beroep te gaan.

## Hoger beroep (2020-2022)
Bij het gerechtshof Amsterdam begon op 22 september 2020 de inhoudelijke behandeling van het hoger beroep in de veelvoudige liquidatiezaak Vandros. De zittingen vonden plaats in de beveiligde zaal in het Justitieel Complex Schiphol. Op 24 juni 2022 werd Holleeder in hoger beroep opnieuw veroordeeld tot een levenslange gevangenisstraf.

## Wetenswaardigheden
- Ter gelegenheid van hun vrijlating in 1992 na een gevangenisstraf voor de betrokkenheid bij de Heineken-ontvoering werden Holleeder en Van Hout door vastgoedhandelaar en vriend Rob Grifhorst onthaald met een feest in het Marriott Hotel. Bij binnenkomst van het tweetal speelde het aanwezige orkest de reclamemelodie van Heerlijk, helder, Heineken.
- Op 18 juli 2006, vlak voor het grote proces waarin hem afpersing, wapenbezit en moord ten laste gelegd zou worden, werd Holleeder ook al veroordeeld tot een boete van tweehonderdvijftig euro wegens het negeren van een rood verkeerslicht op 13 januari 2005. Met zijn BMW had hij een meisje op een scooter geraakt, dat daardoor lichtgewond raakte.
- De rechtbank Noord-Holland bepaalde op 4 juli 2016 dat Holleeder een bedrag van circa 17,9 miljoen euro moest terugbetalen aan de Staat.[51]
- Holleeder verloor in 2011 het kort geding om de bioscoopfilm De Heineken Ontvoering te verbieden.
- Holleeder was in februari 2013 medeoprichter van de motorclub No Surrender MC en vicepresident van zijn Amsterdamse afdeling.[52]
- Bekend is het beeld van Holleeder op een Vespa-scooter.
- Holleeder is vader van twee kinderen.
- In 2023 werd Holleeder ongeveer 3 weken lang behandeld en geopereerd in het Leids Universitair Medische Centrum. Hij werd geopereerd aan zijn hart. Tijdens de ziekenhuisopname werd hij zwaar beveiligd door het Bijzonder Ondersteuningsteam, een speciale eenheid die wordt ingezet voor vluchtgevaarlijke gevangenen. De beveiligers waren in burger om andere patiënten in het ziekenhuis niet te verontrusten. De ziekenhuisopname was geheim.
- In 2007 onderging Holleeder ook al een hartoperatie vanwege falende hartkleppen. Peter R. de Vries zei in 2012 dat Holleeder 'een hele apotheek aan pillen in zijn zak' had. Zijn hart zou slechts voor een kwart functioneren. De crimineel heeft eerder gezegd dat hij bij hartfalen niet gereanimeerd wil worden.